# Grupa Literacka „Wiadukt”
Grupa Literacka „Wiadukt” – polska organizacja literacka działająca w Łodzi w latach 1966–1975 przy Korespondencyjnym Klubie Młodych Pisarzy (KKMP).

## Historia
Grupa powstała dzięki współpracy twórców związanych z Łódzkim Ośrodkiem Korespondencyjnego Klubu Młodych Pisarzy (KKMP). W październiku 1966 r. zaczęto używać nazwy „Wiadukt” wyróżniającej grupę łódzkich pisarzy ze struktury tego klubu. Początkowo wyodrębnieniu grupy nie towarzyszyła deklaracja ideowa, a członkowie działali nadal w strukturach KKMP. W 1969 r. opublikowano program Grupy. 26 maja 1969 odbyła się zbiorowa prezentacja twórczości grupy w Zakładach Przemysłu Bawełnianego im. J. Marchlewskiego. Stałym elementem działalności grupy były odtąd wieczory autorskie i biesiady literackie organizowane w Łodzi oraz poza tym miastem (m.in. w Warszawie, Tomaszowie Mazowieckim, Kolumnie i Piotrkowie Trybunalskim). Grupa Literacka „Wiadukt” współuczestniczyła w organizacji konkursów literackich (m.in. o Nagrodę "Czółenka Tkackiego").

## Program
W 1969 r. opublikowano Program Grupy Literackiej „Wiadukt”, który zawierał postulaty dotyczące istoty poezji i deklaracje ideowe. Do postulatów należała dowolność treści utworu poetyckiego i współistnienie wielości form ("konformacjonizm"). Członkowie "Wiaduktu" identyfikowali się z tradycją LEF-u i Awangardy Krakowskiej, w szczególności z postulatem współpracy pomiędzy literatami a plastykami. Deklarowano chęć kontynuowania modelu poezji proletarackiej w duchu "Trzech salw".

## Publikacje
Dorobek wydawniczy Grupy Literackiej „Wiadukt” obejmuje 14 indywidualnych tomów poezji wydawanych w serii "Biblioteka Młodych", a także publikacje w czasopismach i antologiach. Ukazały się trzy numery własnego almanachu grupy „Wiadukt”:
- Wiadukt. Almanach młodych. Łódź: KKMP, 1967[3]
- Wiadukt 2. Łódź: Wydawnictwo Łódzkie, 1970[4]
- Wiadukt 3. Łódź: Wydawnictwo Łódzkie, 1975[5]

## Członkowie
Do Grupy Literackiej „Wiadukt” należeli: Jerzy B. Bunzel, Dorota Chróścielewska, Tadeusz Daszkiewicz, Teresa Gabrysiewicz, Jerzy Jarmołowski, Mirosław Kuźniak, Cezary Jabłoński, Janusz Mieszczankowski, Mirosław Mieszczankowski, Ewa Maria Miller, Rafał Orlewski, Adam Puto, Feliks Rajczak, Maria Siwińska, Ziemowit Skibiński,Halina Sobczak-Jarmołowska, Grzegorz Sztabiński, Kazimierz Świegocki, Krystyna Wiśniewska i Marek Złoch. Były to osoby związane z Korespondencyjnym Klubem Młodych Pisarzy (KKMP), stąd działalność Grupy Literackiej „Wiadukt” była ściśle związana z działalnością tego klubu.